# سرزمین باکره‌ها
سرزمین باکره‌ها (انگلیسی: Virgin Territory) یک فیلم در ژانر کمدی رمانتیک به کارگردانی دیوید لیلند است که در سال ۲۰۰۷ منتشر شد.
- دیوید لیلند
- نایجل پلینر
- روزالیند هالستید
- کریگ پارکینسون
- کیارا جنسینی
- روپرت فرند